# عمرو بن امرؤ القیس
عمرو بن عمرو القیس (عربی: عمرو بن امرؤ القیس) سومین پادشاه لخمی حیره بود که در ۳۲۸–۳۶۳ حکومت کرد. او که فرزند عمروالقیس بن عمرو معروف بود که به امپراتوری روم پناهنده شده بود، به بیعت ساسانی بازگشت.
مادرش مریه البریه، خواهر ثعلبه بن عمرو، پادشاه غسانی بود. عمرو در جنگ‌های فرمانروایان ساسانی خود علیه رومیان بسیار فعال بود و حتی به خاطر جنگ‌هایی که در آن شرکت می‌کرد به او لقب «جنگاور» داده بودند. در سال ۳۳۷ پس از میلاد، شاه ایران شاپور دوم مرزهای روم را مورد آزار و اذیت قرار داد و اعراب را مأمور حمله و تهاجم نیز کرد.